# Compsilura samoaensis
Compsilura samoaensis är en tvåvingeart som beskrevs av Malloch 1935. Compsilura samoaensis ingår i släktet Compsilura och familjen parasitflugor. Inga underarter finns listade i Catalogue of Life.